# Fallout Tactics: Brotherhood of Steel
Fallout Tactics je počítačová hra z herní série Fallout z roku 2001.

## Změny
V tomto dílu, na kterém se nepodílí všichni vývojáři těch předchozích, došlo k některým změnám. Byly odstraněny všechny dobrodružné prvky, což značně ochudilo zkoumání předmětů, obchod a rozhovory. Na druhou stranu je možné plně ovládat svou skupinu a asi 6 vozidel. Hráčovy postavy byly vybrány jako rekruti do Bratrstva oceli. Bratrstvo oceli se vyskytuje již v předchozích dvou dílech, jde o skupinu lidí, kteří se snaží zachovat všechny technické vymoženosti z dřívějších dob a uchovávat je i pro další generace.

## Příběh
Hráč je vybrán jako rekrut do Bratrstva oceli. Bratrstvo oceli se vyskytuje již v předchozích dvou dílech a jde o skupinu lidí, která se snaží zachovat všechny technické vymoženosti z dřívějších dob a uchovávat je i pro další generace.
Úkolem je plnit přímé mise (tzn. uživatel nemůže opustit misi dokud ji nesplní), které jsou převážně bojového charakteru, což je velký rozdíl oproti předchozím hrám, kde nebylo potřeba tolik bojovat, pokud měl hráč správně vytvořenou postavu. 
Časem získáváte lepší výbavu a horší nepřátele. Konečným cílem je zničit/ovládnout Kalkulátora, největší myslící stroj v SuperVaultu, Vaultu 0. Kalkulátor se totiž rozbil a snaží se všechny vyhladit. Výhodou je, že lze nastavit boj v reálném čase a hrát po internetu s dalšími hráči.